# Kantelwalspaneel
Een kantelwalspaneel is een soort verkeersbord dat meerdere beelden kan tonen. Kantelwalspanelen worden vooral voor bewegwijzering gebruikt. Het paneel bestaat uit een aantal driehoekige elementen die kunnen roteren. Door de driehoeksvorm kunnen er door alle elementen samen maximaal drie verschillende beelden worden getoond. Kantelwalspanelen worden veel gebruikt bij spitsstroken, waarbij de bewegwijzering aangepast moet kunnen worden aan het wel of niet open zijn van de strook. Ook bij tunnels worden ze toegepast om het verkeer te geleiden wanneer een van de tunnelbuizen is afgesloten.
Kantelwalspanelen zijn redelijk gevoelig voor storingen. Vuil en vorst kunnen in het paneel komen waardoor de elementen niet meer gedraaid kunnen worden. Ook zijn kantelwalspanelen duur in aanschaf, waardoor soms maar een gedeelte van een bewegwijzeringsbord als kantelwals wordt uitgevoerd.